# Josse Boutmy
Josse Boutmy, właśc. Charles Joseph Boutmy (ur. 1 lutego 1697 w Gandawie, zm. 27 listopada 1779 w Brukseli) – belgijski kompozytor.

## Życiorys
Jego ojciec był organistą w kościele św. Mikołaja w Gandawie. Osiadł w Brukseli, w 1729 roku uzyskując obywatelstwo tego miasta. Od 1736 roku pozostawał w służbie księcia Thurn und Taxis. W latach 1744–1777 był pierwszym organistą kapeli nadwornej w Brukseli. Z dwóch małżeństw doczekał się 16 dzieci.
Opublikował 3 zbiory suit na klawesyn. Stylistycznie jego twórczość nawiązuje do dorobku François Couperina, wzorował się na niej Carl Philipp Emanuel Bach.